# Tsar-Petrovo
Tsar-Petrovo (bulgariska: Цар-Петрово) är ett distrikt i Bulgarien.   Det ligger i kommunen Obsjtina Kula och regionen Vidin, i den nordvästra delen av landet, 150 km norr om huvudstaden Sofia.
Trakten runt Tsar-Petrovo består till största delen av jordbruksmark. Runt Tsar-Petrovo är det ganska glesbefolkat, med 22 invånare per kvadratkilometer.